# Văn Thị Bạch Tuyết
Văn Thị Bạch Tuyết (sinh ngày 16 tháng 6 năm 1976) là một nữ chính trị gia người Việt Nam. Bà hiện là đại biểu quốc hội Việt Nam khóa XIV, XV nhiệm kì 2021-2026. Trong Đảng Cộng sản Việt Nam, bà hiện là Ủy viên Ban Thường vụ Thành ủy, Trưởng ban Tổ chức Thành ủy Thành phố Hồ Chí Minh.

## Xuất thân
Văn Thị Bạch Tuyết sinh ngày 16 tháng 6 năm 1976 quê quán ở xã Tân Thới Hiệp, huyện Hóc Môn, Thành phố Hồ Chí Minh.
Bà hiện cư trú ở Số 55/2A khu phố 7, phường Hiệp Thành, Quận 12, Thành phố Hồ Chí Minh.

## Giáo dục
- Giáo dục phổ thông: 12/12
- Cử nhân Hành chính học
- Cử nhân Sinh học
- Thạc sĩ Kinh tế - Chính trị
- Cao cấp lí luận chính trị

## Sự nghiệp
- Từ tháng 9 năm 1994 đến tháng 9 năm 1998: Bà là sinh viên khoa Sinh học Trường Đại học Khoa học tự nhiên Thành phố Hồ Chí Minh. Bà được kết nạp vào Đảng Cộng sản Việt Nam ngày 31 tháng 3 năm 1998.
- Từ tháng 01 năm 1996 đến tháng 12 năm 2000: Bà công tác tại Huyện Đoàn Huyện Hóc Môn với các chức vụ: cán bộ Huyện Đoàn, Ủy viên Ban Thường vụ Huyện Đoàn, Phó Bí thư Huyện Đoàn, Chủ tịch Hội Đồng Đội Huyện, Phó Chủ tịch Hội Liên hiệp thanh niên Huyện Hóc Môn. Tháng 11 năm 1999 bà được bầu làm Đại biểu Hội đồng nhân dân Huyện Hóc Môn Khóa VIII (Nhiệm kỳ 1999 – 2004).
- Từ tháng 12 năm 2000 đến tháng 7 năm 2001: Bà là Ủy viên Ban chấp hành Đảng bộ Huyện Hóc Môn, Bí thư Huyện Đoàn, Chủ tịch Hội Liên hiệp thanh niên Huyện Hóc Môn.
- Từ tháng 8 năm 2001 đến tháng 3 năm 2003: Bà là Ủy viên Thường vụ Thành Đoàn, Phó Ban Mặt trận, Phó Chủ tịch Thường trực Hội Liên hiệp thanh niên Thành phố Hồ Chí Minh, Trưởng Ban An ninh Quốc phòng – Địa bàn dân cư Thành phố, Ủy viên Ủy ban Trung ương Hội Liên hiệp thanh niên (tháng 01 năm 2002), Ủy viên Ban chấp hành Trung ương Đoàn Khóa VIII (tháng 12 năm 2002).
- Từ tháng 7 năm 2001 đến tháng 12 năm 2007: Bà là Bí thư Huyện đoàn Hóc Môn, TPHCM và tham gia Ban chấp hành Đảng bộ Huyện Hóc Môn nhiệm kỳ 2000 - 2005, Ủy viên Ban Thường vụ Thành Đoàn, Phó Ban mặt trận, Phó Chủ tịch Thường trực Ủy ban Hội Liên hiệp Thanh niên Việt Nam TPHCM; đến tháng 12/2002 giữ nhiệm vụ Trưởng ban An ninh quốc phòng - Địa bàn dân cư; Phó Bí thư Thường trựcThành Đoàn; Trưởng Ban Thiếu nhi Trường học và giữ nhiệm vụ Chủ tịch Hội đồng Đội Thành phố, Tham gia Ban chấp hành Trung ương Đoàn TNCS Hồ Chí Minh nhiệm kỳ 2002 - 2007, ủy viên Ủy ban Trung ương Hội Liên hiệp thanh niên Việt Nam từ năm 2001 đến năm 2003, ủy viên Hội đồng Trung ương Đội thiếu niên Tiền phong Hồ Chí Minh từ năm 2003 - 2007. Ủy viên Ban Thường vụ huyện ủy, Trưởng ban Tuyên giáo Huyện Hóc Môn, Phó Chủ tịch Ủy ban nhân dân Huyện Hóc Môn (phụ trách Văn hóa xã hội).[2]
- Tháng 6/2008, được chỉ định tham gia Ban chấp hành Đảng bộ TPHCM khóa VIII (2005-2010)
- Từ tháng 4/2009 đến tháng 10/2014, được bổ nhiệm giữ chức vụ Phó Bí thư Huyện ủy, Chủ tịch Ủy ban nhân dân huyện Hóc Môn.
- Tháng 10/2010, được bầu vào Ban chấp hành Đảng bộ TPHCM khóa IX (2010 - 2015).
- Tháng 10/2014, UBND TP.HCM công bố quyết định thành lập Sở Du lịch TP.HCM trên cơ sở tách chức năng quản lý nhà nước về du lịch từ Sở Văn hóa thể thao và du lịch TP (VH-TT&DL) và bà được bổ nhiệm làm Giám đốc Sở Du lịch TPHCM.[3]
- Tháng 10/2015, được bầu vào Ban Chấp hành Đảng bộ TPHCM khóa X (2015 - 2020).[4]
- Bà đã trúng cử đại biểu quốc hội năm 2016 ở đơn vị bầu cử số 9, Thành phố Hồ Chí Minh (gồm các huyện Củ Chi và Hóc Môn) với tỉ lệ 60,60% số phiếu.
- Ngày 19 tháng 8 năm 2016, Chủ tịch Ủy ban nhân dân Thành phố Hồ Chí Minh Nguyễn Thành Phong đã ký Quyết định số 284/QĐ-UBND-TC về điều động bà đến nhận công tác tại Văn phòng Đoàn Đại biểu Quốc hội Thành phố Hồ Chí Minh.[5]
- Ngày 1 tháng 9 năm 2016, bà được Ủy ban Thường vụ Quốc hội Việt Nam khóa XIV phê chuẩn giữ chức vụ Phó Trưởng đoàn Đại biểu Quốc hội TPHCM.
- Tháng 10/2020, bà tiếp tục được bầu vào Ban Chấp hành Đảng bộ TPHCM khóa XI (2020 - 2025).
- Bà đã trúng cử đại biểu quốc hội năm 2021 ở Thành phố Hồ Chí Minh với tỉ lệ 68,18% số phiếu.
- Tháng 7 năm 2021, bà được Ủy ban Thường vụ Quốc hội Việt Nam khóa XV phê chuẩn giữ chức vụ Phó Trưởng đoàn chuyên trách Đoàn Đại biểu Quốc hội TPHCM.
- Ngày 05 tháng 3 năm 2024, Bí thư Thành ủy TP.HCM Nguyễn Văn Nên đã trao quyết định của Ban Thường vụ Thành ủy TP.HCM điều động, phân công bà giữ chức Trưởng ban Tổ chức Thành ủy TP.HCM.[6]
- Ngày 21 tháng 8 năm 2024, Ban Tổ chức Thành ủy TPHCM đã công bố Quyết định của Ban Bí thư về chuẩn y tham gia Ban Thường vụ Thành ủy TPHCM, nhiệm kỳ 2020 - 2025 đối với bà.